# Antero de Quental
Antero Tarquínio de Quental (18. dubna 1842 Ponta Delgada – 11. září 1891 Ponta Delgada) byl portugalský šlechtic a spisovatel žijící v 19. století. Proslavil se především svými básněmi. Byl vůdcem „generace Coimbra“, skupiny mladých básníků z univerzity Coimbra, která vystoupila v 60. letech 19. století a vyhranila se vůči v té době převládajícímu romantismu.

## Život
Narodil se ve šlechtické rodině na Azorských ostrovech. Poezii začal psát již v dětství. Tehdy byl ovlivněn svým učitelem francouzštiny a významným portugalským romantickým spisovatelem Antóniem Felicianem de Castilhem. Na podzim roku 1856 se zapsal na univerzitu v Coimbře, kde studoval právo a přijal socialistické myšlenky. Během pobytu na univerzitě založil Sociedade do Raio, společnost, která se zaměřovala na propagaci literatury a brojila proti náboženství. V roce 1861 vydal své první sonety. O čtyři roky později vydal sbírku Odes Modernas, ovlivněnou Proudhonovým socialismem.
Během toho roku mezi staršími básníky a studenty vznikl konflikt, později známý jako Questão Coimbrã. Starou gardu reprezentoval zejména António Feliciano de Castilho, Quentalův bývalý učitel z dětství. Mluvčím studentů byl zejména Quental, dalšími členy jeho skupiny byli Teófilo Braga, Viera de Castro, Ramalho Ortigão, Guerra Junqueiro, Eça de Queiros, Oliveira Martins, Jaime Batalha Reis a Guilherme de Azevedo. Castilho obvinil celou studentskou skupinu z exhibicionismu, nejasnosti a obecně z nedostatku rozumu a vkusu. V reakci na to Quental uvedl, že úkolem básníka je být poslem velkých ideologických otázek dneška a také kritizoval Castilhův styl poezie a označil jeho básně za směšné a triviální.
Po studiích de Quental cestoval. V roce 1866 odešel do Lisabonu, kde zkoušel manifestačně žít jako chudý proletář a pracoval jako typograf. To krátce zkoušel také v Paříži a ve Spojených státech, z nichž se do Lisabonu vrátil v roce 1868. Založil zde pak spolu s Eça de Queirósem, Guerrou Junqueiroem a Ramalho Ortigãoou Cenáculem intelektuální anarchistickou skupinu. V roce 1869 založil noviny A República - Jornal da Democracia Portuguesa a v roce 1872 spolu s José Fontanou začal redigovat časopis O Pensamento Social. V roce 1871 uspořádal slavnou konferenci, která znamenala počátek šíření socialistických a anarchistických myšlenek v Portugalsku. Dvakrát kandidoval (1879 a 1881) za Portugalskou socialistickou stranu (Partido Socialista Português) do parlamentu.
V roce 1873 zdědil značné množství peněz, což mu umožnilo žít velmi svobodně. Kvůli tuberkulóze se na čas odmlčel, ale vrhl se znovu do práce. V roce 1879 se přestěhoval do Porta a v roce 1880 adoptoval dvě dcery svého přítele Germana Meirelese, který zemřel v roce 1877. Během cesty do Paříže vážně onemocněl a v září 1881 na radu svého lékaře začal pobývat ve Vila do Conde, kde zůstal až do května 1891. Čas ve Vila do Conde, malém městečku na břehu moře, pak označoval za nejlepší léta svého života. Napsal zde své nejslavnější básnické dílo Sonetos Completos, které vyšlo roku v roce 1886 a obsahuje mnoho pasáží považovaných za autobiografické.
Nakonec se vrátil do rodného města, kde se zastřelil. Střelil se do úst na lavičce v místním parku. Tento čin mohl souviset s bolestmi páteře, jimiž trpěl, ale i s jeho psychickým stavem – celý život trpěl tím, co by dnešní psychiatrie patrně označila za bipolární poruchu (dříve maniodepresivní psychózu), tedy pravidelně čelil přívalům hlubokých depresí.